# ニール・ゴーサッチ
ニール・マギル・ゴーサッチ（英語: Neil McGill Gorsuch, 1967年8月29日 - ）は、アメリカ合衆国の裁判官。合衆国最高裁判所陪席判事。アメリカ合衆国司法次官補、連邦第10巡回区控訴裁判所判事を歴任した。
アメリカ合衆国憲法の解釈では原意主義、司法条文主義の立場を採る。

## 経歴

### 生い立ち
1967年8月29日、デイヴィッド・ゴーサッチとアン・ゴーサッチ・バーフォードの息子としてコロラド州デンバーに生まれる。母のアン・ゴーサッチは共和党員の弁護士で、ロナルド・レーガン政権下で女性初のアメリカ合衆国環境保護庁長官を務めた人物である。
メリーランド州のカトリック系学校を卒業後、コロンビア大学に進学して教養学士号（B.A.）を取得する。コロンビア大学では毎週発行の学生新聞でコラムを執筆していた。1991年、ハーバード・ロー・スクールで法務博士号（J.D.）を取得。後に第44代アメリカ合衆国大統領となるバラク・オバマはハーバード・ロー・スクール時代の同級生だった。

### 弁護士
1991年から1992年までコロンビア特別区の連邦巡回区控訴裁判所判事デイヴィッド・センテルの下で事務官を務め、1993年から1994年にかけては連邦最高裁判所判事バイロン・ホワイトとアンソニー・ケネディの下で働いた。
1995年からはワシントンD.C.の法律事務所で弁護士として勤務し、1998年には事務所のパートナー弁護士に昇格した。2004年にはオックスフォード大学ユニバーシティ・カレッジでジョン・フィニスから指導を受け、法哲学博士号を取得している。

### 連邦司法副次官補
2005年に事務所を離れると、ジョージ・W・ブッシュ政権下でアメリカ合衆国司法省の首席副次官補に就任し、2006年まで職に留まった。

### 連邦控訴裁判事
2006年、定年で引退するデイヴィッド・エベルの後任として、ブッシュから連邦第10巡回区控訴裁判所判事に指名される。オバマ政権の医療保険制度オバマケアが避妊薬・器具を保険の適用対象に加えたのに対し、ゴーサッチは、中絶を認めないという宗教上の理由で事業者が適用を拒否することを可能とする控訴裁判決に関わった。

### 連邦最高裁判事
2017年1月31日、オバマ政権下で共和党上院院内総務ミッチ・マコーネルが「選挙の年の後任判事任命は控えるべき」として承認を引き延ばしていたアントニン・スカリアの後任として、新たに大統領に就任したドナルド・トランプから最高裁判所判事に指名された。上院での承認が難航したため、マコーネルは上院の単純過半数で最終採決に持ち込めるよう上院規則を変更し、4月7日に承認された。4月10日に49歳の若さで正式に就任し、1年2か月ぶりに最高裁判事の空席が埋まった。
就任以降、信教の自由や同性婚の権利などの問題に関してクラレンス・トーマスと並ぶ保守派として影響力を強めたが、2017年2月、トランプの司法批判について「士気がそがれる」「がっかりする」と語っていたことが明らかになった。